# Longueil-Sainte-Marie
Longueil-Sainte-Marie is een gemeente in het Franse departement Oise (regio Hauts-de-France). De plaats maakt deel uit van het arrondissement Compiègne. Longueil-Sainte-Marie telde op 1 januari 2022 1.952 inwoners.

## Geografie
De oppervlakte van Longueil-Sainte-Marie bedroeg op 1 januari 2022 17 vierkante kilometer; de bevolkingsdichtheid was toen 114,8 inwoners per km².

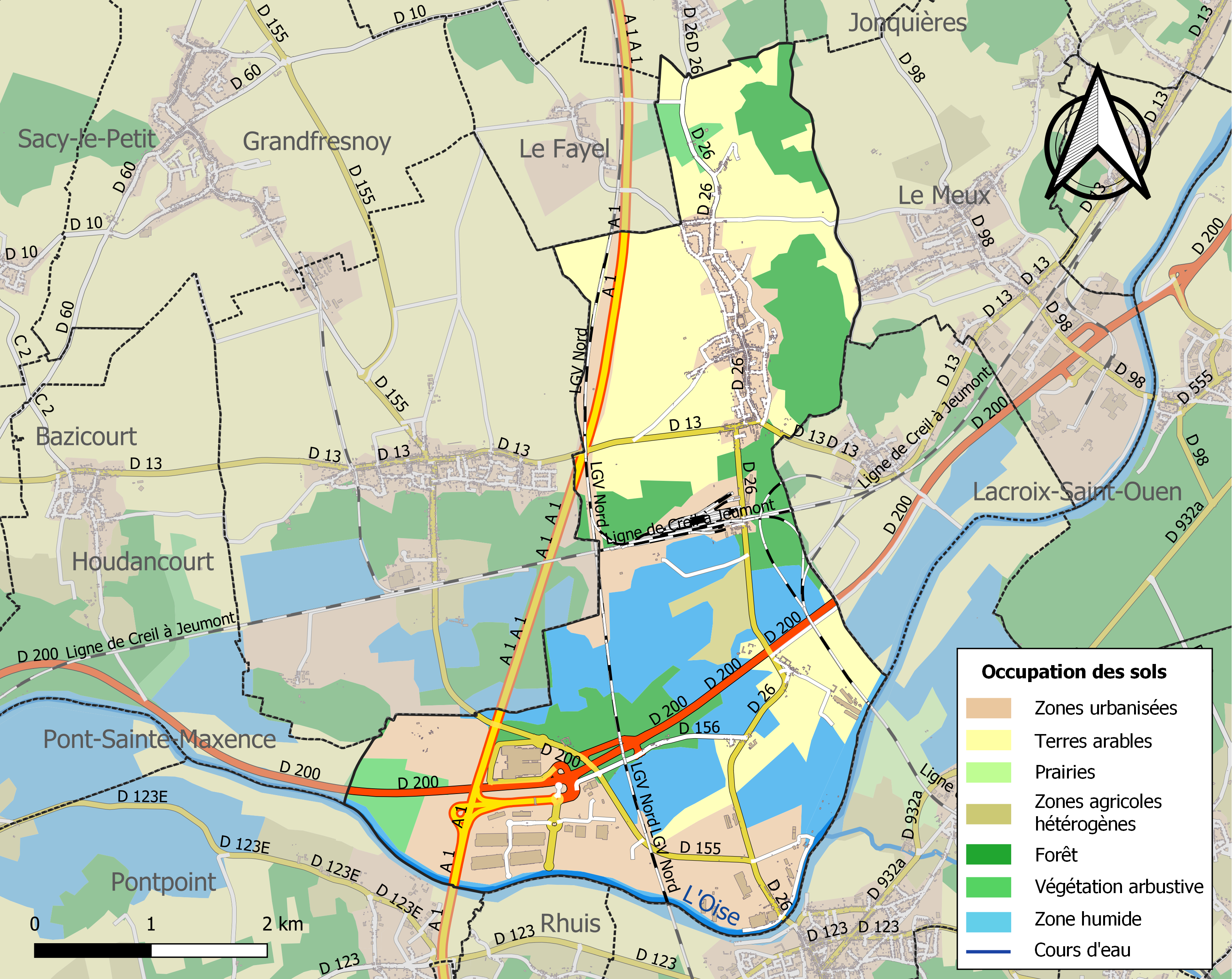
Kaart van de gemeente met belangrijkste infrastructuur, bodemgebruik en omliggende gemeenten

## Verkeer en vervoer
In de gemeente ligt spoorwegstation Longueil-Sainte-Marie.

## Demografie
Onderstaande figuur toont het verloop van het inwonertal (bron: INSEE-tellingen).